# Association philotechnique
L’Association philotechnique est une association parisienne, fondée en 1848 par le mathématicien Eugène Lionnet (1805-1884), œuvrant dans le domaine de la formation des adultes. Elle est issue de l'Association polytechnique animée par Auguste Comte.
Des associations du même nom ont été créées dans d'autres communes de France dans les années 1850, notamment en Île-de-France à Corbeil, Saint-Denis, Puteaux, Boulogne-sur-Seine, Suresnes, etc.,,, sur des objectifs semblables, le cas échéant avec le soutien du Conservatoire National des Arts et Métiers.

## Fonctionnement
L'Association philotechnique de Paris propose des formations de qualité dans des domaines très variés allant de la guitare classique à l'astronomie en passant par les sciences humaines, les disciplines artistiques, 18 langues vivantes (dont le français langue étrangère), les mathématiques, la bureautique, etc. En effet, près de 300 cours sont dispensées dans plus de 60 matières.
Les professeurs sont bénévoles, ce qui permet d'offrir des cours à prix très modiques à environ 6 000 élèves, généralement en cours du soir ou le samedi.
Son siège est au 18 rue des Fossés-Saint-Jacques à Paris (5e arrondissement).

## Histoire

### Présidents successifs
- Boulay de la Meurthe
- Jérôme Bonaparte
- Jules Simon
- Jules Ferry
- Ferdinand Buisson
- Léon Bourgeois
- Hippolyte Carnot
- Victor Hugo (1880)
- Severiano de Heredia
- Paul Painlevé
- Raymond Poincaré
- Alain Poher
- Maurice Schumann
- Gaston Monnerville
- Bernard Stirn

L'association est présidée actuellement par Bernard Stirn, membre de l'Institut.
Simone Rozès, Pierre-Gilles De Gennes, Emmanuel Le Roy Ladurie, Lucien Israël, Alain Besançon, Jean Baechler, Marianne Bastid-Bruguière, Mireille Delmas-Marty, Yves Gaudemet et Daniel Andler sont présidents d'honneur.

### Anciens participants
Parmi les figures connues qui prirent des cours du soir à l'Association philotechnique, on compte Eugène Varlin.
Jeanne Lévy donne des cours de chimie organique de 1921 à 1923.